# Quercus distincta
Quercus distincta — викопний вид дуба, знайдений у Чок Блафф, Каліфорнія. Датується еоценом. Належать до секції Lobatae.